# Novaci
Novaci és una ciutat del comtat de Gorj, Oltènia, Romania, situada als contraforts de les muntanyes Parâng, al riu Gilort. Administra quatre pobles: Bercești, Hirișești, Pociovaliștea i Sitești.
Segons estimació 2012 comptava amb una població de 6.165 habitants.
El riu dividia tradicionalment l'assentament olteni de Novacii Români de Novacii Străini, poblat principalment per pastors que venien de les muntanyes, des del comtat de Sibiu a Transsilvània. Les diferències entre els dos segments de la ciutat són evidents en l'arquitectura vernacla tradicional: les tanques baixes d'Oltènia són substituïdes per portes altes i patis amagats al Novacii Străini.
La població ha anat disminuint constantment des dels anys noranta, principalment a causa de la migració de joves habitants amb educació a ciutats més grans.
A només 12 quilòmetres de Novaci, passant per la carretera Transalpina (DN67C), es troba Rânca (1.600 m d'altitud), l'estació romanesa de recent desenvolupament envoltada de cims muntanyosos i d'una bellesa enorme. Des d'aquest lloc s'obté una vista del pic Parângu Mare i quan fa bon temps es pot veure el pic Peleaga de les muntanyes de Retezat. A l'hivern hi ha dues pistes d'esquí de dificultat baixa i mitjana.